# 동아시아의 언어
동아시아의 언어(Languages of East Asia)는 여러 개의 뚜렷한 어족에 속하며, 많은 공통적인 특징은 상호작용에 기인한다. 본토 동남아시아 언어권에서 중국어 변종과 동남아시아 언어는 많은 지역적 특징을 공유하며, 음절과 어조 구조가 유사한 분석어인 경향이 있다. 서기 1천년에 중국의 문화가 동아시아를 지배하게 되었고, 고전 중국어는 베트남, 한국, 일본의 학자와 지배 계층에 의해 채택되었다. 결과적으로, 중국어 어휘에서 이들과 다른 이웃 아시아 언어로 엄청난 양의 차용어가 유입되었다. 중국 문자는 베트남어(쯔놈), 한국어, 일본어를 쓰는 데에도 적용되었지만, 처음 두 언어의 경우 한자 사용은 이제 일상적인 사용이 아닌 대학 학습, 언어 또는 역사 연구, 예술 또는 장식 작품, 그리고 (한국어의 경우) 신문으로 제한된다.

## 같이 보기
- 동아시아학